# CAF Supercup 2013
De CAF Supercup 2013 was een wedstrijd tussen de winnaar van de CAF Champions League 2012, Al-Ahly uit Egypte, en de winnaar van de CAF Confederation Cup 2013, AC Léopards uit Congo.

## Wedstrijd informatie
|                              |                       |         |             |                                                                                      |
| 23 februari 2013 18:30 UTC+2 | Al-Ahly               | 2–1     | AC Léopards | Borg El Arab Stadium, Alexandria Toeschouwers: 10.000 Scheidsrechter: Bakary Gassama |
| 23 februari 2013 18:30 UTC+2 | Rabia 55' Barakat 70' | Verslag | Bhebey 77'  | Borg El Arab Stadium, Alexandria Toeschouwers: 10.000 Scheidsrechter: Bakary Gassama |